# Lene Christensen
Lene Christensen (Marstrup, 4 febbraio 2000) è una calciatrice danese, portiere del Rosenborg e della nazionale danese.

## Carriera

### Club
Christensen inizia a giocare nell'Haderslev FK, club del vicino capoluogo della Danimarca Meridionale nei pressi del quale cresce con la famiglia. Qui rimane per tutta la prima fase della carriera, giocando in tutte le sue formazioni giovanili prima di trasferirsi al Kolding IF nel 2015.
Qui, dopo aver indossato le maglie delle giovanili femminili Under-17 e Under-18 del club di Kolding contribuendo a conquistare due primi e un secondo posto nei campionati di categoria ed essere stata aggregata alla prima squadra come vice di Stina Lykke Petersen nel campionato 2017-2018 in un paio di occasioni, il tecnico Peter Pedersen la impiega con continuità da titolare dalla stagione successiva, esordendo in Elitedivisionen l'11 agosto 2018, alla 1ª giornata di campionato, nell'incontro vinto in trasferta per 2-0 con il B 93.
Da allora sia Pedersen che Anders Jensen, che lo rileva alla guida tecnica della squadra dal dicembre 2019, le concedono piena fiducia, mantenendola nel ruolo di portiere titolare della squadra di Kolding, squadra con la quale ottiene come miglior risultato aver disputato, perdendola 3-0 con il Brøndby, la finale di Coppa di Danimarca 2017-2018.
Nel dicembre 2021 viene annunciato il suo trasferimento alle vicecampionesse di Norvegia del Rosenborg per la stagione entrante.

### Nazionale
Christensen inizia ad essere convocata dalla Federcalcio danese (DBU) dal 2015, inizialmente nella formazione Under-16 con la quale, tra l'altro, disputa la Nordic Cup 2016.
Dal 2018 è in rosa con la under 19, con la quale dopo il debutto nel Torneo di La Manga di categoria disputa la fase élite di qualificazione all'Europeo di Svizzera 2018, condividendo con le compagne il ritorno a una fase finale del torneo UEFA dopo due edizioni. In Svizzera scende in campo da titolare in tutti i quattro incontri giocati dalla sua nazionale che, dopo aver chiuso al primo posto, con due vittorie e una sconfitta, il gruppo B della fase a gironi, viene eliminata in semifinale per 1-0 dalla Spagna, futura vincitrice del torneo. Rimasta in quota anche per le qualificazioni al successivo Europeo di Scozia 2019, gioca 5 dei sei incontri delle due fasi, con la Danimarca che non riesce però in questa edizione a qualificarsi alla fase finale. Complessivamente, nei due anni con la U-19, colleziona 19 presenze.
Dopo la sola parentesi del novembre 2019 con la under 23, nel settembre 2020 arriva anche la sua prima convocazione in nazionale maggiore, chiamata dal commissario tecnico Lars Søndergaard come vice di Katrine Abel durante le ultime fasi di qualificazione all'Europeo di Inghilterra 2022, debuttando, da titolare, a qualificazione già acquisita il 1º dicembre di quell'anno, nell'ultimo incontro del gruppo B pareggiato a reti inviolate con l'Italia. Da allora Søndergaard la convoca con regolarità, sia per le qualificazioni nel gruppo F della zona UEFA al Mondiale di Australia-Nuova Zelanda 2023 che per l'Algarve Cup 2022.